# Triclioscelis burmeisteri
Triclioscelis burmeisteri är en tvåvingeart som beskrevs av Roeder 1900. Triclioscelis burmeisteri ingår i släktet Triclioscelis och familjen rovflugor. Inga underarter finns listade i Catalogue of Life.